# Comune di Christiansfeld
Il comune di Christiansfeld fino al 1º gennaio 2007 è stato un comune danese situato nella contea dello Jutland Meridionale, il comune aveva una popolazione di 9 585 abitanti (2005) e una superficie di 211 km². Capoluogo era la cittadina omonima.
Dal 1º gennaio 2007, con l'entrata in vigore della riforma amministrativa, il comune è stato soppresso. Il territorio comunale in parte è stato accorpato, insieme ai comuni di Gram, Haderslev e Vojens per costituire il riformato comune di Haderslev. La parte rimanente è entrata a far parte del comune di Kolding.